# Greigia raporum
Greigia raporum är en gräsväxtart som beskrevs av Hans Edmund Luther. Greigia raporum ingår i släktet Greigia och familjen Bromeliaceae.
Artens utbredningsområde är Peru. Inga underarter finns listade i Catalogue of Life.